# Valentijn de Heer
Valentijn de Heer (Leiden, 7 april 1986) is een Nederlandse schrijver, columnist en zorgprofessional. De Heer is de achternaam van zijn moeder.

## Biografie
De Heer groeide op in Leiden en volgde zijn middelbare schoolopleiding in Oegstgeest, waar hij kennis maakte met het werk van Jan Wolkers. Tijdens schoolpauzes bezocht hij de plekken die Wolkers in zijn boeken beschreef en probeerde hij deze net zo beeldend onder woorden te brengen. In zijn jeugd woonde hij in Leiden in de nabijheid van schrijver J.M.A. Biesheuvel, wat bijdroeg aan zijn fascinatie voor verhalen en verbeelding. Daarnaast werd hij gegrepen door het werk van Maarten 't Hart en diens openlijke belangstelling voor travestie.
Als kleinzoon van componist en tekstschrijver Eddy de Heer, die vaak openlijk sprak over zijn kampverleden in Nazi-Duitsland en het najagen van dromen, leerde hij dat het leven maakbaar is. Van zijn moeder kreeg hij een sterk feministische opvoeding mee, wat zijn kijk op maatschappelijke verhoudingen en de thema’s in zijn werk beïnvloedde. In 2020 liet hij zijn naam veranderen. In meerdere interviews gaf de Heer aan te schrijven vanuit het grensgebied tussen fictie en werkelijkheid.

## Werk
In 2023 debuteerde De Heer met de roman Beste mevrouw Eva, uitgegeven door Uitgeverij Pluim. Het boek, een intiem portret van een gezin dat worstelt met de impact van de geboorte van een kind met een verstandelijke beperking, werd lovend ontvangen en behaalde een plek op de shortlist van zowel de Hebban Debuutprijs als de Hans Vervoortprijs. Critici prezen zijn invoelende schrijfstijl en het vermogen om complexe emoties toegankelijk te maken. Het boek werd aangemerkt als Lezen voor de Lijst-boek (15-18 jaar, niveau 3). In 2024 tekende De Heer een contract voor zijn tweede roman.
Naast zijn schrijverschap is De Heer werkzaam in de gehandicaptenzorg. Hij schreef opiniestukken voor Het Parool en NRC Handelsblad en leverde bijdragen aan tijdschriften zoals Papieren Helden, Flow Magazine en de Optimist. Sinds 2025 heeft hij een vaste column in het Leidsch Dagblad.

## Prijzen en nominaties
- Shortlist Hebban Debuutprijs (2024) voor Beste mevrouw Eva[2][5]
- Shortlist Hans Vervoortprijs (2024) voor Beste mevrouw Eva[6]